# Hilmer Freiherr von Bülow

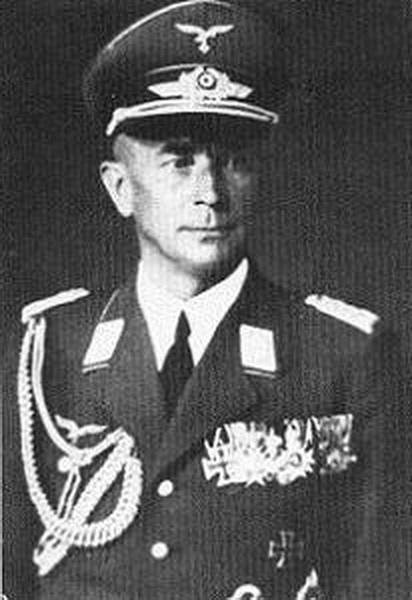
Hilmer Freiherr von Bülow

Hilmer Kuno Ernst Freiherr von Bülow (* 26. Juli 1883 in Bückeburg; † 7. Januar 1966 in Celle) war ein deutscher Generalleutnant der Luftwaffe im Zweiten Weltkrieg sowie Militärschriftsteller.

## Leben

### Herkunft

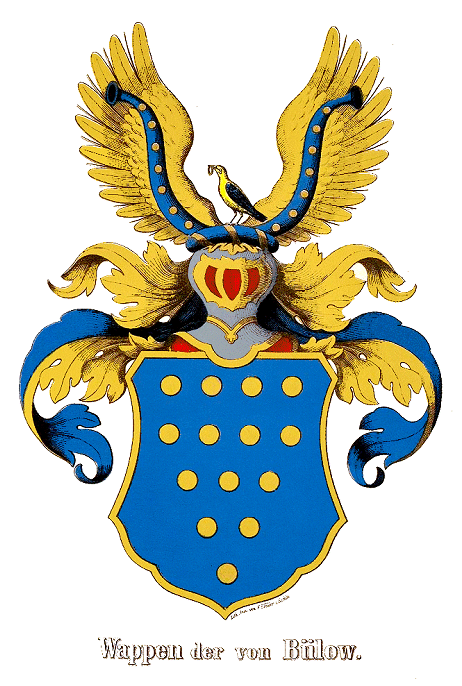

Hilmar entstammte dem mecklenburgischen Geschlecht von Bülow. Er war der zweite Sohn des fürstlich schaumburg-lippischen Landgerichtspräsidenten Louis Georg Heinrich von Bülow (1829–1894) und dessen Ehefrau Anna Friedrich (1846–1920).

### Militärkarriere
Bülow trat am 27. Februar 1904 als Fähnrich in das Garde-Grenadier-Regiment Nr. 5 der Preußischen Armee ein und wurde am 27. Januar 1905 zum Leutnant befördert. Bis zu seiner Kommandierung an die Kriegsakademie vom 1. Oktober 1912 bis 2. August 1914 diente er als Kompanieoffizier und Oberleutnant in seinem Regiment. Seine Ausbildung musste Bülow aufgrund des Ausbruchs des Ersten Weltkriegs und der Mobilmachung abbrechen. Vom 3. August 1914 bis zum 26. Oktober 1915 war Bülow Beobachter im 1. Fliegerbataillon und in dieser Eigenschaft am 28. November 1914 zum Hauptmann befördert worden. Anschließend erfolgte bis zum 27. November 1916 seine Verwendung als Führer in der 11. Feld-Fliegerabteilung. Hiernach wurde er bis zum 4. März 1917 als Führer im Armee-Flug-Park 9 eingesetzt. Vom 5. März 1917 bis zum 12. September 1917 wurde er interimsweise Leiter der Feld-Fliegerabteilung 9. Anschließend wurde Bülow bis zum 29. Dezember 1917 Leiter des Armee-Flug-Parks 12 und nachfolgend 14. Vom 30. Dezember 1917 bis zum 27. September 1918 war er Leiter der Artillerie-Fliegerabteilung 223. Eine Verwendung als Gruppenleiter der Feld-Fliegerabteilung 24 schloss sich vom 28. September 1918 bis zum 30. November 1918 an. Für seine Leistungen während des Krieges war Bülow mit beiden Klassen des Eisernen Kreuzes sowie dem Ritterkreuz des Königlichen Hausordens von Hohenzollern mit Schwertern ausgezeichnet worden.
Nach Kriegsende fungierte er vom 1. Dezember 1918 bis zum 26. März 1919 als Leiter der Feld-Fliegerabteilung 21. Anschließend erfolgte bis zum 3. September 1919 die Demobilisierung dieser Einheit. Ab 4. September 1919 stand Bülow formal zur Verfügung des Garde-Grenadier-Regiments Nr. 5 und war beurlaubt. Am 31. März 1920 schied er unter Verleihung des Charakters als Major aus dem aktiven Militärdienst aus.
Am 1. März 1926 übernahm von Bülow als Zivilangestellter die Leitung der Attachégruppe, zur Betreuung der ausländischen Militärattachés, die im Truppenamt des Reichswehrministeriums, bei der Heeresstatistischen Abteilung (T3) angesiedelt war. Leiter der Abteilung war Oberst Curt Liebmann  (1881–1960). Ab 1930 wechselte von Bülow in die Leitung des Referates VI, zuständig für die Nachrichtenauswertung der eingehenden Informationen über Luftwaffenfragen.  Am 1. Oktober 1933 wurde er als E-Offizier mit einem Patent als Major in die Reichswehr übernommen. Von hier wechselte von Bülow zum 1. Juni 1934 ins Reichsluftfahrtministerium, zur Luftwaffe. Zunächst leitete er als Oberstleutnant die Gruppe „Fremde Luftstreitkräfte“, die zur Zentralabteilung (Z.A.) gehörte. Seine nächste Beförderung erfolgte zum 1. Oktober 1936 als Oberst und er war bis zum 31. Mai 1938 als Leiter des Bereiches zur Feindbildanalyse für ausländische Luftstreitkräfte im Reichsluftfahrtministerium zuständig. Daraufhin erhielt er einen Einsatzbefehl als Luftattaché vom 1. Juni 1938 bis zum 30. Juni 1941 an der deutschen Botschaft in Rom sowie bis zum 31. März 1942 an der deutschen Botschaft in Madrid. In diesen Stellungen erfolgten am 1. April 1939 seine Beförderung zum Generalmajor sowie am 1. April 1941 zum Generalleutnant. Es schloss sich eine nationale Verwendung als Leiter der Abteilung für Kriegswissenschaften der Luftwaffe in der Zeit vom 1. April 1942 bis zum 28. August 1943 an. In seiner letzten militärischen Verwendung in der Zeit vom 28. August bis zum 31. Oktober 1943 wurde Bülow in die Führerreserve des Oberkommandos der Luftwaffe versetzt. Mit Ablauf des 31. Oktober 1943 schied Bülow aus dem Militärdienst bei der Luftwaffe aus.
In der Zeit des Nationalsozialismus saß von Bülow im Beirat des Reichsinstituts für Geschichte des neuen Deutschlands.

### Familie
Bülow war mit Edith Freiin von Seebach verheiratet. Aus der Ehe gingen der Sohn Joachim Hilmer Ernst und die Tochter Sibylle Maria Elisabeth hervor. Joachim fiel am 24. April 1941 während des Zweiten Weltkriegs als Leutnant in einem Jagdgeschwader im Luftkampf über dem Ärmelkanal.
Er war „der prägende Vorsitzende des Familienverbandes (1951–1960)“.

## Schriften (Auswahl)
- Geschichte der Luftwaffe – Entwicklung der fünften Waffe. Moritz Diesterweg, Frankfurt am Main 1934.
- Die Grundlagen neuzeitlicher Luftstreitkräfte. In: Militärwissenschaftliche Rundschau 1 (1936), S. 78–107.
- Geschichte der Luftwaffe: Eine kurze Darstellung der Entwicklung des dritten Wehrmachtteils. Moritz Diesterweg, Frankfurt am Main 1937.